# 介州
介州（かいしゅう）は、中国にかつて存在した州。南北朝時代から唐初にかけて、現在の山西省中部に設置された。

## 魏晋南北朝時代
488年（太和12年）、北魏により設置された汾州を前身とする。北斉により汾州は南朔州と改称された。北周により南朔州は介州と改称された。

## 隋代
隋初には、介州は2郡3県を管轄した。583年（開皇3年）、隋が郡制を廃すると、介州の属郡は廃止された。607年（大業3年）に州が廃止されて郡が置かれると、介州は西河郡と改称され、下部に6県を管轄した。617年（義寧元年）、西河郡のうち介休・平遥の2県を分離して介休郡が置かれた。隋代の行政区分に関しては下表を参照。
| 隋代の行政区画変遷 | 隋代の行政区画変遷 | 隋代の行政区画変遷 | 隋代の行政区画変遷 | 隋代の行政区画変遷 | 隋代の行政区画変遷                        |
| 区分               | 開皇元年           | 開皇元年           | 開皇元年           | 区分               | 大業3年                                   |
| ------------------ | ------------------ | ------------------ | ------------------ | ------------------ | ----------------------------------------- |
| 州                 | 介州               | 介州               | 并州               | 郡                 | 西河郡                                    |
| 郡                 | 西河郡             | 介休郡             | 太原郡             | 県                 | 隰城県 介休県 永安県 平遥県 霊石県 綿上県 |
| 県                 | 隰城県             | 平昌県 永安県      | 平遥県             | 県                 | 隰城県 介休県 永安県 平遥県 霊石県 綿上県 |

## 唐代
618年（武徳元年）、唐により介休郡は介州と改められ、西河郡は浩州と改められた。620年（武徳3年）、浩州は汾州と改称された。627年（貞観元年）、介州が廃止され、介休・平遥の2県は汾州に併合された。